# 17102 Begzhigitova
17102 Begzhigitova este o planetă minoră (asteroid), cu un diametru de 2,218 km, din centura de asteroizi. A fost descoperită pe 10 mai 1999 la Experimental Test Site⁠(d) de Lincoln Near-Earth Asteroid Research. 
Obiectul prezintă o orbită caracterizată de o semiaxă mare de 2,2242671 UAi, o excentricitate de 0,15, o înclinație de 4,223 ° în raport cu ecliptica.